# فيازوفايا
فيازوفايا (بالروسية: Вязовая) هي مدينة في مقاطعة تشيليابينسك أوبلاست في روسيا.